# Девет седмици и половина
Девет седмици и половина (на английски: 9½ Weeks) е американски филм от 1986 година, еротична драма на режисьора Ейдриън Лайн, направен по едноименния роман на Елизабет МакНийл (псевдоним на Ингеборг Дей). В него участват Ким Бейсингър и Мики Рурк. За младата тогава актриса Ким Бейсингър това е първата значителна роля в голям филм.
 Внимание:  Текстът по-долу разкрива сюжета на произведението (или части от него)!
Заглавието на филма Девет седмици и половина се отнася за периода от време, през който инвеститорът от Уол Стрийт Джон Грей (Мики Рурк) и разведената служителка от художествена галерия Елизабет МакГроу (Ким Бейсингър) са в сексуална връзка, която подлага на изпитание физическата и психологическа издръжливост на партньорите. Двамата се срещат в Ню Йорк и Елизабет се влюбва. Джон използва този факт, за да я въвлече в различни сексуални игри (понякога с други партньори, стрийптийз и насилие). Елизабет постепенно осъзнава манипулациите на Джон, изпада в емоционална криза и макар че го обича, решава да го напусне.